# Echarpe

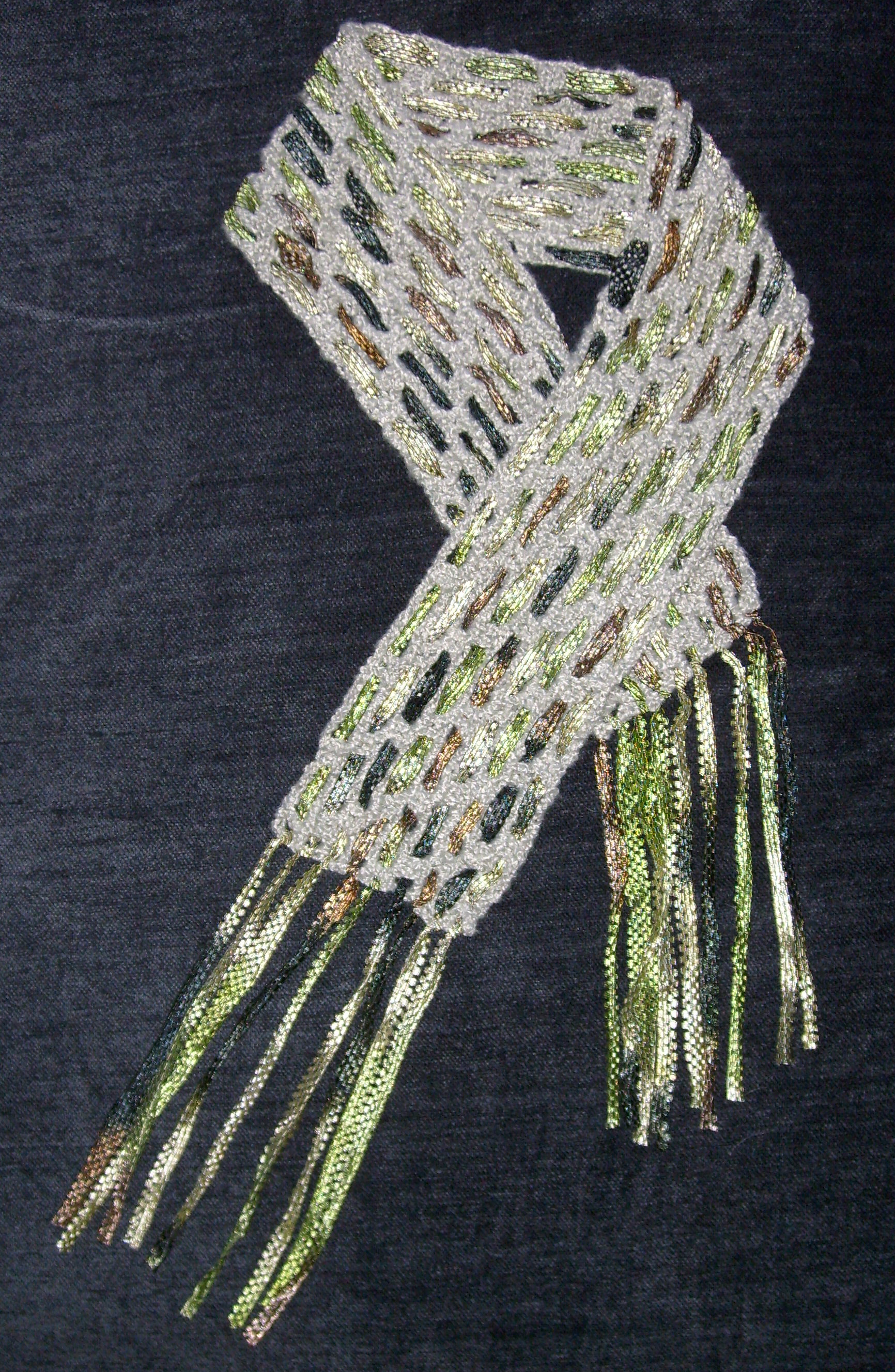
Echarpe

El echarpe es una prenda estrecha y larga como una bufanda pero más ancha que ésta. 
El echarpe es un complemento elegante que apoya sobre los hombros y se deja caer por delante aunque también se puede anudar al cuello o vestir de otro modo. Puede servir como prenda de abrigo o como mero adorno femenino. Es una prenda que se puede llevar en cualquier época del año, considerándose apropiado, sobre todo, para fiestas. En los años 50, por ejemplo, se volvió imprescindible para trajes de vestir.
Se confecciona en gran variedad de tejidos: terciopelo, gasa, lana, hilo, etc. Así mismo, se puede embellecer con flecos, borlas, bordados u otro tipo de adornos. 